# Головчак Таґес
Головчак Таґес (Erynnis tages) — метелик родини Головчаків (Hesperiidae).
Поширений у Європі та палеарктичній Азії, крім крайніх північних та південних районів. В Україні повсюдно. Зустрічається по відкритих схилах, у степах, по лісових галявинах, у садах та парках.
В Україні — номінативний підвид.
Має розмах крил 26-28 мм. Статевий диморфізм невиразний.
Перше покоління має період льоту з травня (на півдні та в теплі роки від середини-кінця квітня) по червень-липень; 2-е покоління — кінець червня по серпень-вересень. У північних районах України та в гірському Криму тільки одне покоління.